# Black Metal (album)
Black Metal è il secondo album in studio del gruppo musicale britannico Venom, pubblicato il 1º novembre 1982 dalla Neat Records.
Registrato nello stesso anno, è considerato (insieme a Reign in Blood degli Slayer) l'album che ha ispirato gli stili del metal estremo degli anni successivi, portando alla nascita di nuovi generi musicali, in particolare del black metal. Il disco presenta infatti, come il precedente Welcome to Hell, i primi elementi di quei generi che sarebbero poi diventati noti come speed/thrash metal e black metal. È stato inserito in 5ª posizione nella lista dei "Migliori album Black Metal secondo Decibel".

## Il disco
L'album originale in vinile a 33 giri è diviso in due facciate, denominate rispettivamente "Black" e "Metal".

### Registrazione
L'album è stato registrato presso gli Impulse Studios di proprietà della Neat Records in un periodo di sei giorni. Oltre al produttore Keith Nichol, tutti i membri della band furono coinvolti nella produzione. Cronos: «C'era ormai abbastanza esperienza nel lavoro in studio, per sapere esattamente che tipo di suono ci serviva, e poi non volevamo effetti sonori come quelli degli archivi della BBC; quindi per scovare il rumore di una "trave d'acciaio trattata con una motosega" per Black Metal portammo in studio una vera sega elettrica, o, per Buried Alive, mettemmo dei "microfoni in scatole di cartone e sabbia" per riprodurre la sensazione di essere sepolti vivi». Dato che le altre band in studio spesso perdono il proprio "sound", Cronos disse ai suoi colleghi musicisti di accordare i loro strumenti come farebbero ai concerti e di usare le loro apparecchiature live.

### Stile e testi
Le canzoni di Black Metal sono state descritte come composte da "velocità, velocità orecchiabile, esplosioni ritmiche e riff taglienti", oltre che contraddistinte da "una produzione approssimativa a basso budget come un concerto in cantina". I testi, oltre alle consuete tematiche sataniste, trattano scenari da incubo (Buried Alive, "sepolto vivo" o Raise the Dead, "resuscitare i morti"), la mitologia horror (Countess Bathory) o fantasie sessuali adolescenziali (Teacher's Pet, "cocco della maestra"). I brani sono minimali, privi di particolari tecnicismi ma allo stesso tempo viene appesantito ulteriormente il suono. Altra particolarità rispetto all'album d'esordio, è la qualità della produzione che sale notevolmente, pur rimanendo sotto la media, guadagnando in nitidezza senza però perdere in potenza e spontaneità.

### Descrizione dei brani

#### Black Metal
L'apertura dell'album è affidata alla title track, un vero e proprio inno al metal estremo, una celebrazione della musica nella sua violenza devastante il cui titolo ha dato nome a tutto un genere musicale. Il brano comincia con il rumore di una sega elettrica che stride contro dell'acciaio, per poi proseguire con un ritmo metal-punk che sfocia, negli stacchi tra strofa e ritornello, nell'urlo: «Lay down your soul to the gods rock and roll!» fino al delirante finale. A proposito dell'introduzione, il bassista e cantante Cronos disse in un'intervista rilasciata alla rivista The Quietus: 

#### To Hell and Back
La seconda traccia è un brano veloce dal ritmo tirato in stile Discharge. Nel pezzo è presente un assolo del chitarrista Mantas in stile orientaleggiante. Come il titolo lascia intuire, il testo del pezzo parla della discesa all'inferno e del ritorno dallo stesso, ribadendo ancora una volta l'alleanza dei Venom con il lato oscuro, invece di temerlo.

#### Buried Alive
Brano tra i più famosi del disco, Buried Alive è una canzone più lenta e cadenzata rispetto alle altre tracce sull'album, che racconta il punto di vista di una persona che assiste al proprio funerale da dentro la fossa, e con suo grande sgomento, viene sepolto vivo. L'atmosfera claustrofobica del brano è rafforzata da un riff in tempo rallentato, opprimente ma melodico. Nell'introduzione sono presenti gli effetti sonori della terra gettata sul coperchio della bara, e la voce di un prete (in realtà la voce distorta e rallentata di Cronos) che recita un'omelia funebre. Si tratta di uno dei brani più vecchi della band, la cui stesura risaliva a prima delle sessioni per l'album di debutto Welcome to Hell, e che avrebbe potuto essere incluso in esso se il gruppo non avesse deciso di rimandarne l'incisione per rendere piena giustizia alla composizione. Anche in questa traccia è presente un pregevole assolo alla chitarra da parte di Mantas.

#### Raise the Dead
If God won’t have me, then the Devil must»
Se Dio non mi vuole, allora il Diavolo mi vorrà»
(Raise the Dead, Venom)
La traccia precedente sfocia senza soluzione di continuità in Raise the Dead, un brano veloce dal ritornello corale che si affida a un riff molto hard. Si tratta di uno dei primi pezzi composti dai Venom, quando ancora il cantante era Clive "Jesus Christ" Archer e il gruppo non aveva pubblicato ancora nulla; infatti era uno dei tre brani inclusi nel primo demo della band, Demon, dell'aprile 1980. Tematicamente è un altro brano ispirato dall'occulto dove si parla di far resuscitare i morti sulla Terra per arruolarli nelle schiere di Satana con l'intenzione di conquistare il mondo. Secondo il batterista Abaddon, il riff principale della traccia è molto simile a quello di Live Like an Angel [Die Like a Devil], singolo di debutto dei Venom.

#### Teacher's Pet
underneath the desk»
sotto il banco»
(Teacher's Pet, Venom)
È una composizione dall'andamento boogie-rock and roll con tracce di blues di matrice Motörheadiana, dalla costruzione più complessa rispetto agli altri brani dell'epoca della band. Possiede una connotazione umoristica ben presente già nell'introduzione costituita da una canzoncina da asilo distorta; dove il testo sembra rispecchiare la trama dei film della commedia erotica degli anni settanta, dove una insegnante si intrattiene sessualmente con un alunno dopo la fine delle lezioni. Circa la genesi della tematica del pezzo, avulsa da tutto il contesto oscuro dell'album, Cronos ricordò: «L'idea risale a quando Mantas aveva circa dieci anni, o almeno così mi ha detto lui. Secondo la sua storia, aveva questa insegnante che era un po' porcellona: si metteva delle minigonne cortissime, si sedeva con le gambe accavallate e tutti gli alunni partivano con le loro fantasie da preadolescenti».

#### Leave Me in Hell
La seconda facciata del vinile si apre con un pezzo serrato dalla ritmica martellante che possiede uno dei testi di ispirazione satanico-blasfema che all'epoca fecero scalpore. Trattasi di una disperata invocazione circa il non voler nascere per potere rimanere all'inferno con il Signore oscuro Satana. Tutto ruota intorno al ritornello dove viene esplicitamente detto: «Non voglio nascere, non lo voglio, lasciatemi all'inferno». Brano nel più tipico sound dei Venom, viene spesso riproposto dal vivo durante i concerti.

#### Sacrifice
Sacrifice è una traccia "horror-rock" con un riff di chitarra più elaborato rispetto al solito, una batteria serrata e un ritornello immediato ma piuttosto monocorde. Il testo è un resoconto del sacrificio umano di una vergine durante una messa nera: «Virgin flesh lies tied and bound, hail Satanas» ("La carne vergine giace legata e immobilizzata, salute a te Satana").

#### Heaven's on Fire
Questa è una delle tracce dal testo più blasfemo e malefico sull'album, dove viene narrato uno scenario apocalittico nel quale le truppe sataniche hanno invaso, conquistato e messo a ferro e fuoco il paradiso riducendo addirittura il Dio della tradizione ebraica e cristiana in catene:
He's chained up like a dog

and every hour he screams

Satan rules supreme»
Ora è alla catena come un cane

E, in ogni ora nella quale lui urla,

Satana regna supremo»
(Heaven's on Fire, Venom)
Dal punto di vista narrativo il brano sembra anticipare le tematiche del successivo album At War with Satan (1984), accennate e ribadite inoltre anche nella traccia At War with Satan [preview] posta in conclusione di Black Metal. Furono testi come questo che accreditarono il presunto satanismo dei membri dei Venom, poi smentito dagli stessi membri della band ma preso seriamente dai futuri musicisti della scena black metal di fine anni ottanta e inizio anni novanta. Non c'è nulla di veramente esoterico a livello profondo, ma l'immagine del Male che ha sconfitto il Bene trasformando gli angeli in morti viventi e imprigionando Dio, è molto forte ed evocativa. Musicalmente si tratta di un pezzo veloce e furioso di impronta punk-metal.

#### Countess Bathory

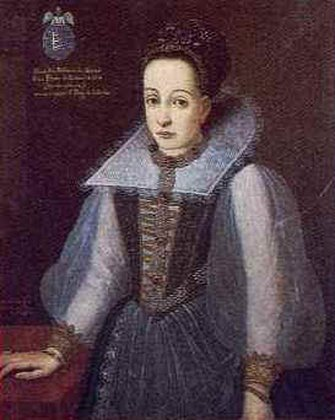
Ritratto di Erzsébet Báthory (1560-1614)

Da molti definita uno dei vertici non solo dell'album ma dei Venom stessi, Countess Bathory narra le infauste gesta della Contessa Erzsébet Báthory, vissuta in Ungheria nel XVI secolo, e soprannominata la "Contessa Dracula" o "Contessa Sanguinaria" per la sua abitudine di attirare giovani donne nel suo castello per poi seviziarle, ucciderle e fare il bagno nel loro sangue. Secondo quanto racconta Cronos, il pezzo ebbe una curiosa origine in studio di registrazione: 
 Sempre Cronos spiegò l'origine del riff d'apertura della canzone, dicendo che era ispirato alla sigla del programma per bambini The Magic Roundabout. Notando qualche somiglianza con l'intro della celebre Smells Like Teen Spirit dei Nirvana, quando molti anni dopo si trovò a collaborare con lui per il progetto Probot, Cronos provò a chiedere a Dave Grohl (ex batterista dei Nirvana) se per caso anche loro avessero preso spunto da lì per il loro pezzo, ma non ebbe riscontro. Presenza fissa nelle scalette dei concerti, grazie al suo ritornello a presa rapida e al riff martellante è uno dei brani più conosciuti dei Venom.

#### Don't Burn the Witch
Il penultimo brano dell'album inizia con un riff heavy metal dall'andamento marziale, e attraverso l'immagine di un sabba di streghe che evocano il diavolo, diffonde il messaggio che "bruciare" le streghe è un errore perché "le vie dell'inferno non sono sbagliate". Nel testo sono elencati in tono semiserio anche gli ingredienti per una pozione evocatrice del Demonio:
wing of bat

testicle of man

tongue of eagle

brain of rat

Jesus Christ’s left hand»
Ala di pipistrello

Testicolo d'uomo

Lingua d’aquila

Cervello di ratto

E la mano sinistra di Gesù Cristo»
(Don't Burn the Witch, Venom)
Sul finale è presente un assolo di chitarra intriso di effetti.

#### At War with Satan [preview]
Questa traccia è l'anticipazione della lunga suite che troverà posto nel successivo concept album At War with Satan uscito nel 1984. Parla della lotta tra Paradiso e Inferno e si basa su una storia abbozzata da Cronos quando era ancora studente, che egli avrebbe poi voluto sviluppare in un romanzo che però non troverà mai il tempo di scrivere. Il testo del brano, che sfuma dopo poco più di due minuti lasciando la storia in sospeso (fino al successivo album), descrive le fasi preparatorie di una guerra tra le forze del bene e le armate infernali, dove Satana raduna le sue orde per formare un esercito al fine di attaccare il Paradiso. La traccia è l'ultima canzone dei Venom ad essere accreditata al trio Lant/Dunn/Bray, da lì in poi tutti i pezzi saranno accreditati ai soli Lant & Dunn.

### Copertina
La copertina dell'album, realizzata da Cronos, cantante e bassista della band, mostra il volto di un demone, ma se si guarda più attentamente, si notano anche un pentacolo sulla fronte del demone, una croce rovesciata sul corno di sinistra e la scritta 666 su quello di destra. Sul retro della copertina presente anche un'apparente icona anti-pirateria con la scritta: Home Taping Is Killing Music... So Are Venom ("Le riproduzioni casalinghe su cassetta stanno uccidendo la musica... proprio come stanno facendo i Venom"). Acclusi alle prime stampe dell'album erano presenti anche un inserto con i testi delle canzoni scritti in caratteri gotici e un mini-poster in bianco e nero raffigurante i membri del gruppo. Mantas è ritratto in posa accanto a una moto con sullo sfondo un muro di amplificatori Marshall; Abaddon è rinchiuso dietro le sbarre di acciaio arrugginite di una cella stile segreta di un castello medievale; mentre infine Cronos, armato di un pugnale rituale, è tenuto al guinzaglio da una ragazza che indossa un giubbotto di pelle ma è completamente nuda dalla vita in giù. Tutte e tre le foto sono autografate.

## Pubblicazione
L'album fu pubblicato in Gran Bretagna il 1º novembre 1982 su etichetta Neat Records (n. cat. NEAT 1005). Le prime copie avevano il titolo dell'album scritto in nero su nero in rilievo, osservabile quindi solo in controluce, mentre le successive stampe hanno il titolo scritto in caratteri bianchi. Nella prima stampa era inoltre incluso un mini-poster in bianco e nero raffigurante i membri dei Venom e una ragazza seminuda, eliminato poi nelle successive ristampe. L'etichetta della Neat Records sulla seconda facciata del vinile originale aveva delle varianti di colore: argento, blu, verde o rosso.

## Accoglienza
| Recensione                       | Giudizio |
| -------------------------------- | -------- |
| AllMusic                         | [ 18 ]   |
| Collector's Guide to Heavy Metal | [ 19 ]   |
| Ondarock                         | [ 20 ]   |
| Piero Scaruffi                   | [ 21 ]   |
| Sounds                           | [ 22 ]   |

Robert Dimery nel libro 1001 Albums You Must Hear Before You Die scrisse che Black Metal è una "parodia perfetta", che aveva lasciato "sconvolti molti critici e genitori". Solo pochi avrebbero potuto immaginare che ciò avrebbe creato una "vera sottocultura oscura". Eduardo Rivadavia di Allmusic indica la title track, Raise the Dead e Acid Queen (bonus track inclusa nella ristampa del 2002) come "classici proto-thrash", Leave Me in Hell "sorprendentemente complessa" e Teacher's Pet come "insolitamente stupida" e Bloodlust (altra bonus track) e Countess Bathory dei "classici assoluti". Rivadavia conclude: «Con la possibile eccezione di Countess Bathory, nessuno dei pezzi di Black Metal raggiunge l'influenza di brani dell'album di debutto Welcome to Hell, come Witching Hour e Angel Dust, ma nel complesso è un album superiore». Black Metal è stato inserito in 5ª posizione nella lista "Migliori album Black Metal secondo Decibel". Nel 1998, il disco è stato votato alla posizione numero 52 nella lista 100 Albums You Must Hear Before You Die redatta dalla rivista musicale britannica Kerrang!. Il critico musicale Piero Scaruffi sul proprio sito web scrive: «Black Metal non solo è il manifesto del nuovo genere, ma le vertiginose evoluzioni e i toni epici della title-track, di Raise the Dead, di Sacrifice coniano di fatto un nuovo tipo di inno generazionale».

## Tracce
Musiche di Lant/Dunn/Bray.
1. Black Metal – 3:41
2. To Hell and Back – 3:03
3. Buried Alive – 4:14
4. Raise the Dead – 2:51
5. Teacher's Pet – 4:44
6. Leave Me in Hell – 3:35
7. Sacrifice – 4:30
8. Heaven's on Fire – 3:43
9. Countess Bathory – 3:44
10. Don't Burn the Witch – 3:21
11. At War with Satan (preview) – 2:19

### Tracce della riedizione del 2002
1. Black Metal – 3:41
2. To Hell and Back – 3:03
3. Buried Alive – 4:14
4. Raise the Dead – 2:51
5. Teacher's Pet – 4:44
6. Leave Me in Hell – 3:35
7. Sacrifice – 4:30
8. Heaven's on Fire – 3:43
9. Countess Bathory – 3:44
10. Don't Burn the Witch – 3:21
11. At War with Satan (preview) – 2:19
12. Bursting Out (60 min+ version) – 2:58
13. Black Metal (Radio 1 session) – 3:08
14. Nightmare (Radio 1 session) – 3:27
15. Too Loud for the Crowd (Radio 1 session) – 2:09
16. Bloodlust (Radio 1 session) – 2:44
17. Die Hard (12" version) – 3:06
18. Acid Queen (12" version) – 2:31
19. Bursting Out (12" version) – 2:59
20. Hound of Hell (outtake) – 3:20

## Formazione
- Conrad "Cronos" Lant - voce, basso
- Jeffrey "Mantas" Dunn - chitarra
- Tony "Abaddon" Bray - batteria